# アイ・ラブ・ルーシーのエピソード一覧
アイ・ラブ・ルーシーのエピソード一覧 は、アメリカ合衆国のルシル・ボール、デジ・アーナズ、ヴィヴィアン・ヴァンス、ウィリアム・フロウリー主演によるシットコムのテレビドラマ『アイ・ラブ・ルーシー』の各エピソードを記した一覧である。1951年10月15日から1957年5月6日までコロンビア・ブロードキャスティング・システム(CBS)で毎週月曜、計180話が白黒放送された。

## 概要
| シーズン | シーズン         | エピソード | 放送日         | 放送日        | DVD発売日     |
| シーズン | シーズン         | エピソード | 初回放送日     | 最終回放送日  | リージョン1   |
| -------- | ---------------- | ---------- | -------------- | ------------- | ------------- |
|          | 1                | 35         | 1951年10月15日 | 1952年6月9日  | 2003年9月23日 |
|          | 2                | 31         | 1952年9月15日  | 1953年6月29日 | 2004年8月31日 |
|          | 3                | 31         | 1953年10月5日  | 1954年5月24日 | 2005年2月1日  |
|          | 4                | 30         | 1954年10月4日  | 1955年5月30日 | 2005年5月3日  |
|          | 5                | 26         | 1955年10月3日  | 1956年5月14日 | 2005年8月16日 |
|          | 6                | 27         | 1956年10月1日  | 1957年5月6日  | 2006年5月2日  |
|          | コメディ アワー1 | 5          | 1957年11月6日  | 1958年4月14日 | 2007年3月13日 |
|          | コメディ アワー2 | 5          | 1958年10月6日  | 1959年6月5日  | 2007年3月13日 |
|          | コメディ アワー3 | 3          | 1959年9月25日  | 1960年4月1日  | 2007年3月13日 |

## シーズン1 (1951年–1952年)
邦題は日本語版DVDに準拠する。
| 話 | タイトル                                                     | 脚本                                                             | 監督               | 収録日         | 放送日         |
| --- | ------------------------------------------------------------ | ---------------------------------------------------------------- | ------------------ | -------------- | -------------- |
| 1 | The Girls Want to Go to a Nightclub 敵もさるもの             | ジェス・オプンハイマー マデリン・ピュー ボブ・キャロル・ジュニア | マーク・ダニエルズ | 1951年9月15日  | 1951年10月15日 |
| リカード夫妻はマーツ夫妻の結婚記念日のお祝いに参加することとなる。女性陣は会場をThe Copacabana に決めるが、男性陣はボクシング観戦を希望する。古い友人の力を借りて夫達を騙そうとするが、彼らはその策略を見抜いて引っ掛からない。 |                                                              |                                                                  |                    |                |                |
| 2 | Be a Pal けん怠期はさけられる                                | ジェス・オプンハイマー マデリン・ピュー ボブ・キャロル・ジュニア | マーク・ダニエルズ | 1951年9月21日  | 1951年10月22日 |
| ルーシーは、リッキーが自分への関心が減ったと感じる。エセルは情熱を蘇らせるためのアドバイスが載った本を見つけ、これでルーシーはリッキーの関心を取り戻せると主張する。本の通りに服装を変えてみたり、リッキーの趣味であるカード・ゲームに参加したりするがうまくいかない。リッキーの故郷キューバを懐かしんでもらうため、ルーシーはカルメン・ミランダを演じる。(ただしミランダはポルトガル生まれのブラジル人であり、キューバ出身ではない) |                                                              |                                                                  |                    |                |                |
| 3 | The Diet とんだやせ我慢                                      | ジェス・オプンハイマー マデリン・ピュー ボブ・キャロル・ジュニア | マーク・ダニエルズ | 1951年9月28日  | 1951年10月29日 |
| リッキーはルーシーが12号サイズになったらショーに出演させてあげると語り、ルーシーのダイエットのやる気を引き起こさせる。ルーシーは食欲を抑えることに必死になる。 |                                                              |                                                                  |                    |                |                |
| 4 | Lucy Thinks Ricky Is Trying to Murder Her ルーシーの勘ちがい | ジェス・オプンハイマー マデリン・ピュー ボブ・キャロル・ジュニア | マーク・ダニエルズ | 1951年9月8日   | 1951年11月5日  |
| 殺人ミステリーを読み、エセルの占いを聞き、ルーシーはリッキーが自分を殺そうとしていると思い込む。 |                                                              |                                                                  |                    |                |                |
| 5 | The Quiz Show 賞金かせぎ                                     | ジェス・オプンハイマー マデリン・ピュー ボブ・キャロル・ジュニア | マーク・ダニエルズ | 1951年10月5日  | 1951年11月12日 |
| 浪費した家計の補填のため、1,000ドルの賞金のかかった番組に出演し、リッキーに見知らぬ男性を「前の夫」として紹介することに同意する。『アイ・ラブ・ルーシー』の劇中番組のMCフレディ・フィルモアとしてフランク・ネルソンが登場した最初の回である。 |                                                              |                                                                  |                    |                |                |
| 6 | The Audition 私はピエロ                                      | ジェス・オプンハイマー マデリン・ピュー ボブ・キャロル・ジュニア | マーク・ダニエルズ | 1951年10月12日 | 1951年11月19日 |
| リッキーはテレビのオーディションが行なわれている間、クラブにルーシーを近づけないようにするが、ピエロが事故で登場できなくなったためルーシーがその代役となる。(このエピソードは1990年まで所在不明であったパイロット版のリメイクである) |                                                              |                                                                  |                    |                |                |
| 7 | The Séance 霊媒で狼狽                                        | ジェス・オプンハイマー マデリン・ピュー ボブ・キャロル・ジュニア | マーク・ダニエルズ | 1951年10月19日 | 1951年11月26日 |
| ルーシーとエセルは数秘術に凝り始める。リッキーとフレッドにばかにされたため、その夜ルーシーは交霊会で霊魂を呼び出すよう策略する。リッキーも同じことを考えていたため問題が起きる。 |                                                              |                                                                  |                    |                |                |
| 8 | Men Are Messy 身から出たサビ                                 | ジェス・オプンハイマー マデリン・ピュー ボブ・キャロル・ジュニア | マーク・ダニエルズ | 1951年10月25日 | 1951年12月3日  |
| リッキーが部屋を片付けられないため、ルーシーはアパートを半分に分け、リッキーはバスルームと寝室、ルーシーは玄関とキッチンを得る。しかしリッキーが雑誌に登場することになり、取材のカメラマンがアパートに来てしまう。 |                                                              |                                                                  |                    |                |                |
| 9 | The Fur Coat こうと知ったら                                  | ジェス・オプンハイマー マデリン・ピュー ボブ・キャロル・ジュニア | マーク・ダニエルズ | 1951年11月9日  | 1951年12月10日 |
| リッキーはクラブの上演作のためにミンクのコートを借りてくるが、ルーシーは自分へのプレゼントだと思い込み、コートを着たまま脱がない。リッキーはフレッドに強盗のふりをさせて奪い返そうとするが、本物の強盗が侵入してもルーシーはコートを手放そうとしない。 |                                                              |                                                                  |                    |                |                |
| 10 | Lucy Is Jealous of Girl Singer とにかく女房は                | ジェス・オプンハイマー マデリン・ピュー ボブ・キャロル・ジュニア | マーク・ダニエルズ | 1951年11月16日 | 1951年12月17日 |
| ルーシーはリッキーとクラブの女性が噂になっていることを知り落胆し、変装してトロピカーナへ向かう。 |                                                              |                                                                  |                    |                |                |
| 11 | Drafted 舞い込んだ手紙                                       | ジェス・オプンハイマー マデリン・ピュー ボブ・キャロル・ジュニア | マーク・ダニエルズ | 1951年11月2日  | 1951年12月24日 |
| ルーシーはリッキーの陸軍への召集の手紙を見てしまい、ルーシーはリッキーが徴兵されると思い込む。リッキーはフレッドに参加を尋ねたのを知り、エセルもフレッドが徴兵されると思い込み、ルーシーとエセルは夫のためにプレゼントのための編み物を編む。しかしリッキーとフレッドはこの編み物から、2人が妊娠したものと思い込む。 |                                                              |                                                                  |                    |                |                |
| 12 | The Adagio 冗談から出た駒                                    | ジェス・オプンハイマー マデリン・ピュー ボブ・キャロル・ジュニア | マーク・ダニエルズ | 1951年11月23日 | 1951年12月31日 |
| ルーシーはリッキーがクラブのためのパリジャン・アパッチ・ダンスのダンサーを探していると聞き、自分こそ適していると思う。しかしフランス人のダンスの先生はダンスを教える以前にルーシーに思いを寄せてしまう。 |                                                              |                                                                  |                    |                |                |
| 13 | The Benefit 最後に笑わす者                                   | ジェス・オプンハイマー マデリン・ピュー ボブ・キャロル・ジュニア | マーク・ダニエルズ | 1951年11月30日 | 1952年1月7日   |
| エセルはクラブの慈善興業にリッキーと出演しようとするが、ルーシーは夫妻のチームで出た方が良いと考える。 特記:このエピソードは『Breaking the Lease 』『The Ballet 』および20分の新しいエピソードと編集されて、1953年の映画『I Love Lucy 』として製作されたが、劇場公開されなかった。 |                                                              |                                                                  |                    |                |                |
| 14 | The Amateur Hour 窮余の一策                                  | ジェス・オプンハイマー マデリン・ピュー ボブ・キャロル・ジュニア | マーク・ダニエルズ | 1951年12月7日  | 1952年1月14日  |
| ルーシーはベイビー・シッターをした際、その子が素人参加番組に出演するためルーシーは思いがけずショー・ビジネスに足を踏み入れることとなる。彼の母親はルーシーに何も言わず双子の男の子を押し付け、ルーシーはやんちゃな子供達に手を焼く。 |                                                              |                                                                  |                    |                |                |
| 15 | Lucy Plays Cupid 恋のいたずら                                | ジェス・オプンハイマー マデリン・ピュー ボブ・キャロル・ジュニア | マーク・ダニエルズ | 1951年12月13日 | 1952年1月21日  |
| ルーシーの隣人ルイスは食料品店のリターに思いを寄せている。ルーシーはキューピッド役をやってみるが、リターはルーシーが自分に気があると勘違いする。ルーシーはリターに嫌われるように仕向ける。 ゲスト出演:ルイス役にビー・ベネドレット、リター役にエドワード・エヴレット・ホートン。ベネドレットはエセル役候補の1人であった。 |                                                              |                                                                  |                    |                |                |
| 16 | Lucy Fakes Illness しっぺ返し                                | ジェス・オプンハイマー マデリン・ピュー ボブ・キャロル・ジュニア | マーク・ダニエルズ | 1951年12月18日 | 1952年1月28日  |
| ルーシーは今後もリッキーが自分を彼のナイト・クラブに出演させないのではないかと不安になり、神経衰弱に陥る。彼女は記憶喪失、自分がタルラー・バンクヘッドであるという妄想、幼児退行の症状のある「第三段階」に苦しむ。リッキーはルーシーの仮病に気付き、ルーシーの診断のために「医者」を家に呼ぶ。 ハル・マーチが本人役で出演。 |                                                              |                                                                  |                    |                |                |
| 17 | Lucy Writes a Play 役者の災難                                | ジェス・オプンハイマー マデリン・ピュー ボブ・キャロル・ジュニア | マーク・ダニエルズ | 1951年12月22日 | 1952年2月4日   |
| ルーシーはリッキー主演のキューバを舞台にした脚本を執筆する。しかしリッキーが断ったため、舞台をキューバからイングランドに変更し、フレッドを主演にする。リッキーはこの演劇に参加してルーシーを驚かせることにしたのだが、彼が持っているのは違う脚本であった。 |                                                              |                                                                  |                    |                |                |
| 18 | Breaking the Lease チャンチキ騒動                            | ジェス・オプンハイマー マデリン・ピュー ボブ・キャロル・ジュニア | マーク・ダニエルズ | 1952年1月5日   | 1952年2月11日  |
| リカード夫妻が歌いながら、階下に戻ったフレッドとエセルのもとへ行くと、家主であるマーツ夫妻は喧嘩をしており、陽気なリカード夫妻を追い出そうとする。 特記: 『アイ・ラブ・ルーシー』が短期間のラジオ番組であった時、1952年2月27日、このエピソードは『The Lease Breakers 』として放送された。またこのエピソードは『The Benefit 』と『The Ballet 』と共に劇場未公開の映画版『アイ・ラブ・ルーシー』として製作された。                     |                                                              |                                                                  |                    |                |                |
| 19 | The Ballet お互い様デス                                      | ジェス・オプンハイマー マデリン・ピュー ボブ・キャロル・ジュニア | マーク・ダニエルズ | 1952年1月11日  | 1952年2月18日  |
| ルーシーは思いがけずバレリーナを演じることとなり、バーレスクでプロの喜劇俳優から古典『Slowly I Turned 』などのレッスンを受ける。 メアリー・ウィックスがバレエ講師として出演。 特記: このエピソードは『The Benefit 』と『Breaking the Lease 』と共に劇場未公開の映画版『アイ・ラブ・ルーシー』として製作された。 |                                                              |                                                                  |                    |                |                |
| 20 | The Young Fans 人気稼業はつらいもの                          | ジェス・オプンハイマー マデリン・ピュー ボブ・キャロル・ジュニア | マーク・ダニエルズ | 1952年1月18日  | 1952年2月25日  |
| 10代の少女(ジャネット・ウォルド)はリッキーに夢中。ルーシーは他の10代の少年(リチャード・クレンナ)とくっつけようとするが、彼はルーシーが自分に気があると勘違いする。ルーシーとリッキーは年寄りを演じて若い2人を騙そうとする。 |                                                              |                                                                  |                    |                |                |
| 21 | New Neighbors 私たちは殺される!?                             | ジェス・オプンハイマー マデリン・ピュー ボブ・キャロル・ジュニア | マーク・ダニエルズ | 1952年1月25日  | 1952年3月3日   |
| アパートの新しい入居者の部屋に忍び込むと、カップルがルーシーとリッキーのIDを盗み、国会議事堂を爆破し、ルーシーとリッキーを殺害することを話していると勘違いする。カップルが演技の練習をしているところをルーシーが目撃したのだ。ルーシーはカップルの部屋を抜け出し、リカード夫妻およびマーツ夫妻は自己防衛の準備をする。 ヘイドン・ロークとK・T・スティーヴンスが新しい入居者役でゲスト出演。                                          |                                                              |                                                                  |                    |                |                |
| 22 | Fred and Ethel Fight 夫婦ゲンカ                              | ジェス・オプンハイマー マデリン・ピュー ボブ・キャロル・ジュニア | マーク・ダニエルズ | 1952年1月30日  | 1952年3月10日  |
| マーツ夫妻は口論をし、ルーシーは2人を仲直りさせようとする。災難はこの夫婦喧嘩ではなく、彼女自身に起こる。 |                                                              |                                                                  |                    |                |                |
| 23 | The Moustache ヒゲの夫婦                                     | ジェス・オプンハイマー マデリン・ピュー ボブ・キャロル・ジュニア | マーク・ダニエルズ | 1952年2月8日   | 1952年3月17日  |
| リッキーが髭を伸ばすと、ルーシーは自分に白髭をつける。ルーシーの髭が取れないまま、映画会社がリッキーのアパートを訪れることになり、事態は悪化する。 |                                                              |                                                                  |                    |                |                |
| 24 | The Gossip うわさ話に花が咲く                                | ジェス・オプンハイマー マデリン・ピュー ボブ・キャロル・ジュニア | マーク・ダニエルズ | 1952年2月15日  | 1952年3月24日  |
| 男性陣は女性は皆男性よりも噂好きであるということを証明しようとする。 |                                                              |                                                                  |                    |                |                |
| 25 | Pioneer Women 昔の暮らしを体験                               | ジェス・オプンハイマー マデリン・ピュー ボブ・キャロル・ジュニア | マーク・ダニエルズ | 1952年2月22日  | 1952年3月31日  |
| マーツ夫妻とリカード夫妻は入植者の時代の生活ができるかどうかを賭ける。ルーシーが焼いたパンがオーブンから飛び出てくる。 |                                                              |                                                                  |                    |                |                |
| 26 | The Marriage License 結婚許可証                              | ジェス・オプンハイマー マデリン・ピュー ボブ・キャロル・ジュニア | マーク・ダニエルズ | 1952年2月28日  | 1952年4月7日   |
| 結婚許可証を見直すと、自分とリッキーが本当の夫婦なのか確信が持てなくなる。 |                                                              |                                                                  |                    |                |                |
| 27 | The Kleptomaniac ルーシーは窃盗犯！？                        | ジェス・オプンハイマー マデリン・ピュー ボブ・キャロル・ジュニア | マーク・ダニエルズ | 1952年3月7日   | 1952年4月14日  |
| リッキーはへそくりと銀食器を見つけ、ルーシーが窃盗症ではないかと疑う。 ジョセフ・カーンズがゲスト出演。 |                                                              |                                                                  |                    |                |                |
| 28 | Cuban Pals キューバの友                                      | ジェス・オプンハイマー マデリン・ピュー ボブ・キャロル・ジュニア | マーク・ダニエルズ | 1952年3月14日  | 1952年4月21日  |
| キューバのダンス・グループが訪れ、リッキーがかつてハバナで共に踊った女性ダンサー、リトル・レニータ・ペレツと踊ることとなる。「リトル」というニックネームからそれが少女であると勘違いしたルーシーは当初容認したが、レニータが大人の女性であることを知り、気が変わる。ルーシーはレニータの役を取ろうとするが、リッキーは曲を変更し、ルーシーはヴードゥーの格好をした男性に追いかけられる。                                             |                                                              |                                                                  |                    |                |                |
| 29 | The Freezer 冷凍庫                                           | ジェス・オプンハイマー マデリン・ピュー ボブ・キャロル・ジュニア | マーク・ダニエルズ | 1952年3月21日  | 1952年4月28日  |
| 肉用冷凍庫を地下に取り付け、牛肉を買ってお祝いをすることになる。リッキーとフレッドに見つかる前に、買い過ぎた分を隠そうとする。ルーシーは冷凍庫に閉じ込められてしまう。 |                                                              |                                                                  |                    |                |                |
| 30 | Lucy Does a TV Commercial みごとな効き目                     | ジェス・オプンハイマー マデリン・ピュー ボブ・キャロル・ジュニア | マーク・ダニエルズ | 1952年3月28日  | 1952年5月5日   |
| リッキーは初のテレビ出演の際のコマーシャルに出てくれる女性を探す。ルーシーはすぐに立候補するが、リッキーは断る。我慢できないルーシーは撮影所に行き、健康ドリンク「Vitameatavegamin」のコマーシャルに出演することとなる。このドリンクは23%のアルコールが含まれており、ルーシーはすぐにすっかり酔っ払う。 |                                                              |                                                                  |                    |                |                |
| 31 | The Publicity Agent 愛はくせ者                               | ジェス・オプンハイマー マデリン・ピュー ボブ・キャロル・ジュニア | マーク・ダニエルズ | 1952年4月4日   | 1952年5月12日  |
| リッキーの宣伝活動がうまくいっていないと感じたルーシーは「Maharincess of Franistan 」になりすまして手助けすることを思いつく。 |                                                              |                                                                  |                    |                |                |
| 32 | Lucy Gets Ricky on the Radio くたびれもうけ                  | ジェス・オプンハイマー マデリン・ピュー ボブ・キャロル・ジュニア | マーク・ダニエルズ | 1952年4月11日  | 1952年5月19日  |
| リッキーがラジオのクイズ番組で正解し続けたことに驚いたルーシーは、リッキーを番組に出演させようとする。 |                                                              |                                                                  |                    |                |                |
| 33 | Lucy's Schedule ルーシーの予定表                             | ジェス・オプンハイマー マデリン・ピュー ボブ・キャロル・ジュニア | マーク・ダニエルズ | 1952年4月18日  | 1952年5月26日  |
| ルーシーとリッキーは彼の新しいボス(ゲイル・ゴードン)とのディナーに遅れてしまい、リッキーはルーシーに時間を守ることの重要性を説き、厳格なタイム・スケジュールを作成させる。 ゴードンは当初フレッド・マーツの役の候補に挙がっていた。彼はルシル・ボールの後の作品にも出演している。 |                                                              |                                                                  |                    |                |                |
| 34 | Ricky Thinks He's Getting Bald ハゲの妙薬                    | ジェス・オプンハイマー マデリン・ピュー ボブ・キャロル・ジュニア | マーク・ダニエルズ | 1952年4月25日  | 1952年6月2日   |
| リッキーは髪の生え際が後退してきたことを気に病み、ルーシーは痛みを伴うヘアケアを施す。 |                                                              |                                                                  |                    |                |                |
| 35 | Ricky Asks for a Raise 昇給の駆け引き                        | ジェス・オプンハイマー マデリン・ピュー ボブ・キャロル・ジュニア | マーク・ダニエルズ | 1952年5月2日   | 1952年6月9日   |
| ルーシーの主張により、リッキーは新しいボスに昇給を頼むが、逆に解雇されてしまう。リッキーに復職させるため、ルーシーとマーツ夫妻は何度も変装してクラブの客になりすまし、リッキーがクラブでもう演奏しないと聞いて立ち去る。 |                                                              |                                                                  |                    |                |                |